# Мингурюк

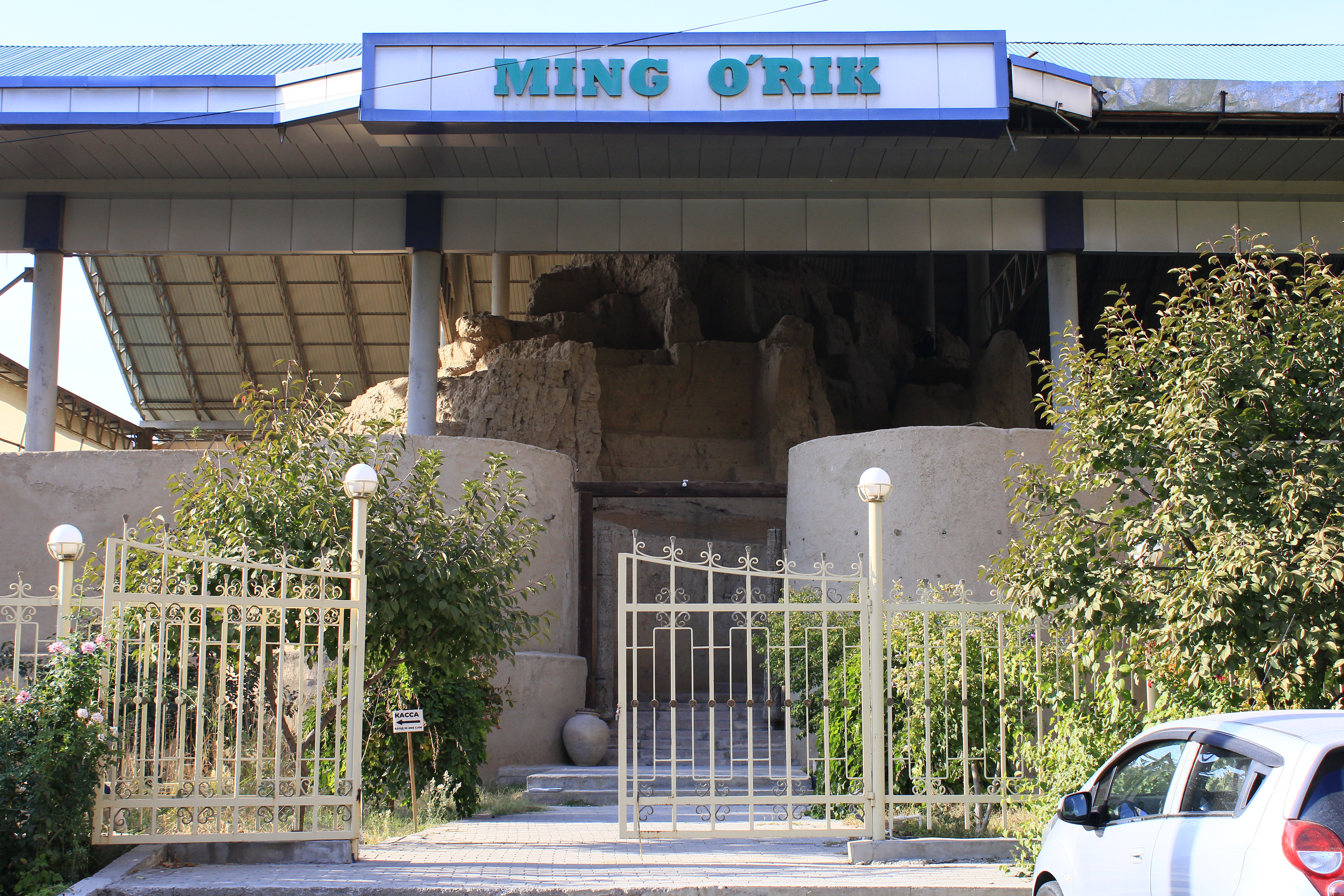

Мингурю́к — древнее античное городище (наиболее ранние находки датируются I веком до н. э.) в центре современного Ташкента недалеко от центрального ж/д вокзала и реки Салар.

## Историческая справка
Городище Мингурюк является развалинами древнего города, который часто упоминается в исторических документах как Чач,, хотя более правильное название города, развалинами которого является Мингурюк — Мадина Чача, то есть Столица Чача. Город, согласно археологическим артефактам, существовал начиная с I века н. э. и до завоевания арабами в VIII веке Средей Азии. По мнению историков город входил в союз нескольких городов-государств под общим названием Чач , расположенных в плодородной долине реки Чирчик. В переводе на русский язык название «Минг урик» означает «Тысяча абрикосовых деревьев».
Интересно, что в надписях, относящихся к первой половине III века (или чуть раньше), на плитах городища Культобе сообщалось, что в пределах Чача и к северу от него были земледельческие районы и что правители Чача разграничили свои владения с кочевниками и соорудили для охраны своей территории укреплённые крепости.
Города Чача находились в сфере политического и культурного влияния таких государств как Согдиана и Бактрия, а позднее Тюркского каганата и средневекового Китая. Государственным языком в Чаче был согдийский язык, на нём составлялись документы и на согдийском языке произносились и писались титулы и имена правителей Чача (Артачака, Шчаниябага, Тарнавча) в том числе и на монетах, чеканившихся в самом Чаче, в период III—VIII веков н. э..
Наибольшего расцвета своего культурного, политического и военного могущества Чач, по оценкам историков, достигал в VI—VIII веках н. э.

### Особенности архитектуры города

Ташкент. Вид городища Мингурюк в 1914 году.

Ташкент. План городища Мингурюк по состоянию на 1871 год и его расположение относительно современных улиц города.

Согласно исследованиям историков и исторической реконструкции на основе произведенных археологических изысканий город Мадина Чача имел в окружности более 4 км и был окружен крепостной стеной. Внутри этого периметра находилась цитадель, представляющая собой четырёхбашенный замок высотой около 23 метров, дворцовым парадным зданием правителя у подножия башни, храмом предков и святилищем огня. Резиденция обведена крепостной стеной и рвом с водой. Дворец правителя состоял из парадного зала, жилых комнат и хранилищ, стены которых были украшены многоцветными росписями, изображавшими сцены охоты, культовых церемоний, а также сюжеты народного эпоса, и храм, а также шахристан , застраиваемый, как правило, домами знати и зажиточных горожан, и рабад, в котором располагались в основном — кварталы ремесленников.
В шахристане Мадина Чача археологами были открыты как участки жилой застройки монументального типа, так и следы ремесленных производств, городские дома с домашними святилищами и алтарями. Ремесленники занимались первичной обработкой металлов и изготовлением орудий труда, драгоценных изделий из металла, обработкой продуктов животноводства — поступающих из степи кож, шерсти, изготовляли хлопчатобумажные и шерстяные ткани, керамическую и стеклянную посуду, ювелирные изделия.
Вокруг города, практически на территории, занимаемой современным Ташкентом, существовала сложившаяся обширная сельскохозяйственная округа с поселениями свободных общинников и замками и усадьбами знати, в том числе загородным дворцом правителя Ча́ча (холмы-руины V—VIII вв. н. э. на территории современного Юнусабада в Ташкенте), а также небольшими сторожевыми крепостями на окраине оазиса.

### Культура и религия
Город являлся крупным центром культуры. Согласно китайским историческим хроникам его певцы, музыканты и танцоры славились далеко за пределами Чача, в том числе и в таком относительно удаленном от Чача государстве как Китай, где ценился особый стиль и ритм чачских танцев. В Чаче работали мастера по росписи интерьеров дворцов и богатых домов, высокого уровня достигло медальерное искусство, а также изготовление штампов для портретных оттисков.
Мадина Чача также была центром религиозных культов. Судя по тому, что найденные археологами захоронения большей частью производились по зороастрийским обрядам, можно предположить, что распространенной религией в Чаче в период своего культурного расцвета был зороастризм. Исторические артефакты, бытовые и культовые предметы свидетельствуют, что в Чаче имели место культы плодородия и почитания обожествленных предков наряду с огнепоклонством, являющимся существенной частью зороастризма. Жители Чача были знакомы и с распространёнными в то время такими религиями как христианство, буддизм, манихейство, сведения о которых распространялись вдоль Великого шёлкового пути.

### Разрушение города
В 10-х годах VIII века н. э. в результате ряда походов арабов в Чач, его города, и в первую очередь столица, подверглись разрушению и опустошению. Согласно историческим источникам, после завоевания Самарканда арабский военачальник Кутейба-ибн-Муслим предпринял поход по завоеванию Ферганы в 713 году. Сам он во главе основного войска отправился из Самарканда через Ходжент, а меньшую часть, во главе со своим братом, отправил на завоевания Чача. Оба войска, согласно этим источникам (ат-Табари, Белазури), успешно провели поход и соединились в Фергане. После завоевания Чач как и некоторые другие города-государства долины Чирчика был полностью разрушен. Согласно Табари, например, была разрушена ирригационная сеть Чача, а канал, питавший водой столицу государства, засыпан. После разрушения на своем прежнем месте город никогда восстановлен не был.
Новый город, позднее получивший название Бинкет, а позже Ташкент, был основан в IX веке наместником арабского халифата Сасанидов Яхъя ибн Асадом на холме Бинкет в нескольких километрах западнее прежнего места расположения Мадины Чача (в районе треугольника площадей Чорсу — Ходра — Иски-Джува нынешней старо-городской части Ташкента).

## Описание городища
Было открыто в конце XIX века археологом Смирновым и описано А. И. Добромысловым в его книге про Ташкент в 1912 году.
В середине прошлого века на территории городища производились раскопки и археологические изыскания.
Произведенные археологические исследования показали, что древний город имел линию укрепленных оборонительных сооружений с круглой цитаделью и зданием внутри неё, построенным из сырцового кирпича и пахсы внутри неё. Внешняя оборонительная стена цитадели включала внутренний сводчатый коридор и была оформлена снаружи башнеобразными выступами, то есть древняя крепость Ча́ча (Ша́ша) была выстроена с учетом всех новейших фортификационных приемов своего времени.

## Современное состояние
К концу XX века от городища оставались небольшие холмы. Большая часть городища застроена современными домами в течение прошлого (XX века).
В 2008 году местные власти решили законсервировать остатки городища и придать им более удобный для показа туристам вид. Для этого холм был окружён стеной из сырцового кирпича, а над остатками городища был сооружён навес для защиты от осадков.
27 октября 2009 года на территории городища была открыта выставка «актуального» искусства.